# Singltrek pod Smrkem

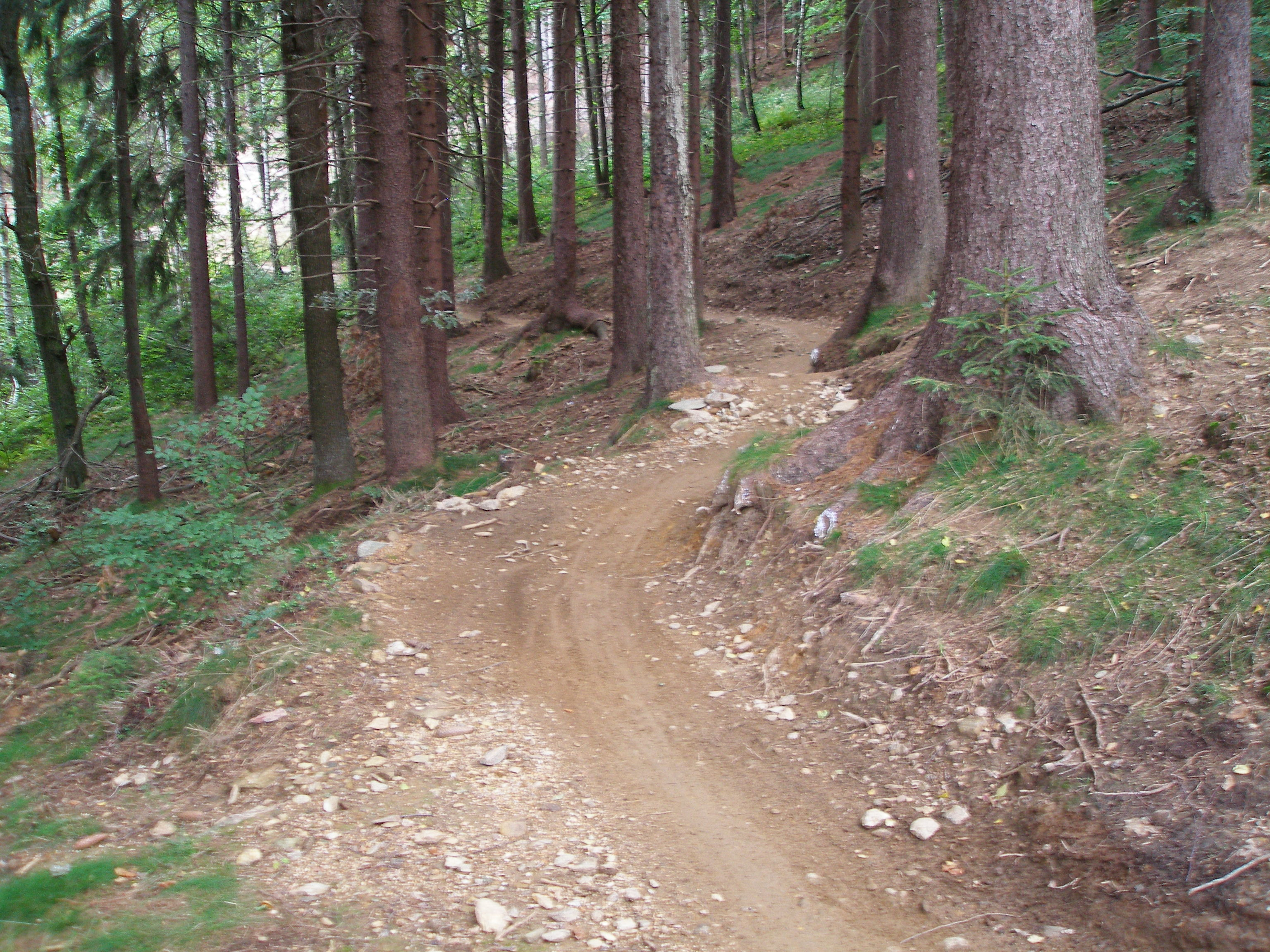
Stezka Singltreku pod Smrkem

Singltrek pod Smrkem je první areál pro terénní cyklistiku značky Singltrek v České republice. Je situován v oblasti masivu Smrku v severní části Jizerských hor v blízkosti Nového Města pod Smrkem. První, přibližně 20 km dlouhý okruh byl oficiálně otevřen na podzim roku 2009. V následujících letech vzniklo přibližně dalších 60 km stezek na českém i polském území v několika okruzích různé obtížnosti.
Singltrek pod Smrkem je určen jezdcům na horských kolech všech úrovní technické i fyzické zdatnosti, od malých dětí s rodiči až po zkušené terénní cyklisty. Stezky mají čtyři úrovně obtížnosti, náročnost si navíc každý může sám regulovat rychlostí své jízdy. Stezky Singltreku pod Smrkem jsou známé svými dlouhými zábavnými houpavými sjezdy po úbočích prudkých zalesněných svahů masivu Smrku.
Důležitou součástí Singltreku pod Smrkem je i jeho oficiální nástupní místo Singltrek Centrum, které se nachází u koupaliště v Novém Městě pod Smrkem. Singltrek Centrum poskytuje zázemí a služby pro cyklisty, generuje prostředky na údržbu stezek a buduje bajkerskou atmosféru a komunitu.

## O projektu
Myšlenku vybudovat tento typ destinace přinesl do České republiky Tomáš Kvasnička, který se inspiroval centry pro terénní cyklistiku ve Velké Británii. Několik let se svým týmem přesvědčoval úřady a politiky na různých místech Česka, aby podobnou destinaci vybudovali. V roce 2008 o Singltrek projevilo zájem krajské ředitelství Lesů České republiky v Liberci a doporučilo jej místním politikům jako projekt cestovního ruchu, který by mohl přinést oživení do hospodářsky i turisticky opomíjeného Frýdlantska. Záměr Singltreku jakožto důsledně environmentálně šetrného projektu pozitivně přijala i Správa CHKO Jizerské hory.
Tomáš Kvasnička k projektování Singltreku pod Smrkem přizval britského experta na tvorbu rekreačních stezek Dafydda Davise, který je ve svém po celém světě známý svým důrazem na ohled k přírodě a krajině, udržitelnost a přístupnost svých projektů co nejširší veřejnosti. Podrobný návrh sítě a její fungování (nástupní místa, směry pohybu uživatelů, etapizace apod.) vznikla na samém počátku projektování. Jako budoucí nástupní místo Singltreku pod Smrkem bylo zvoleno přírodní koupaliště v Novém Městě pod Smrkem, kde byly pro realizaci této infrastruktury téměř ideální podmínky. Podobně jako to funguje jinde ve světě, komerční služby cyklistům v nástupním místě měly následně financovat údržbu stezek tak, aby nedocházelo k zatěžování obecních rozpočtů.
První etapa projektu (přibližně 20 km dlouhý okruh mezi Novým Městem pod Smrkem a Lázněmi Libverda) byl vyprojektován a postaven během roku 2009. Financovaly jej Lesy České republiky. Přestože původně měl být projekt pouze na českém území, v roce 2009 se objevila možnost získání finančních prostředků na realizaci druhé etapy využitím česko-polských dotačních titulů. Drobnou úpravou navrhovaného vedení stezek a přidáním jedné větve stezek do Polska mohlo vzniknout dalších přibližně 40 km stezek. V roce 2011 pak byla zrealizována třetí etapa Singltreku pod Smrkem, a to zhruba desetikilometrový okruh na Hejnickém hřebeni, který byl stejně jako první etapa financován společností Lesy České republiky.
Přes velmi slibné začátky a nebývale vysoce nastavenou kvalitu a promyšlenost projektu cestovního ruchu se v posledních letech Singltrek pod Smrkem potýká s mnoha vnitřními neshodami mezi iniciátorem projektu Tomášem Kvasničkou a jeho týmem na jedné straně a místními politiky na straně druhé. K závažným problémům došlo i na polské straně stezek. Starosta obce Świeradów-Zdrój se rozhodl projekt rozvíjet po svém a od české části se separovat, přestože již nyní na toto rozhodnutí polská část stezek doplácí výrazným snížením kvality. Potenciál Singltreku pod Smrkem do budoucna je proto ohrožen.

## Trasy a obtížnost Singltreku pod Smrkem

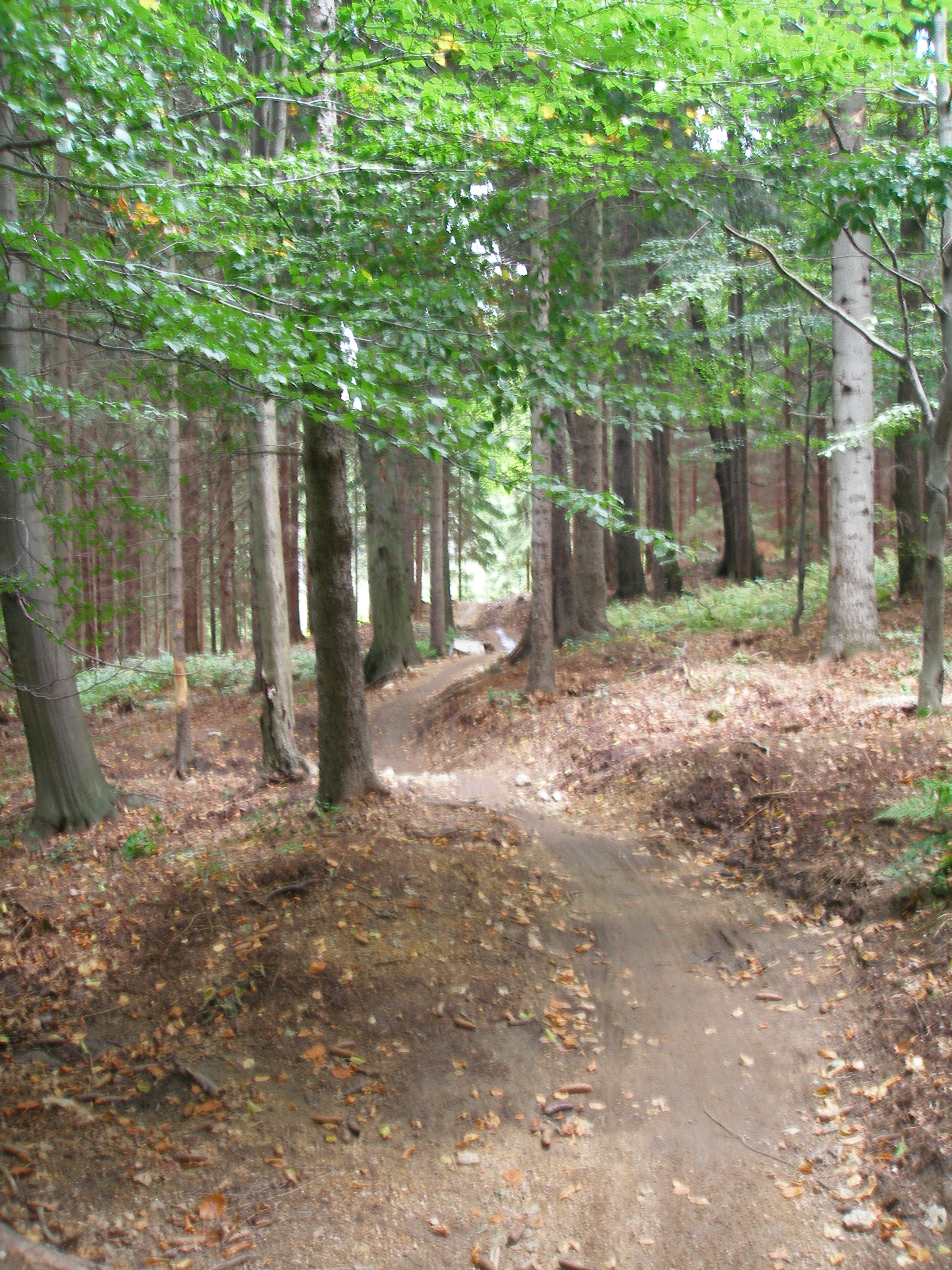
Stezka Singltreku pod Smrkem poblíž restaurace Hubertka

Stezky Singltreku se dělí do čtyř stupňů obtížnosti. Značení obtížnosti je inspirováno již dlouhodobě zažitým systémem značení obtížnosti sjezdovek. Obtížnost stezek vychází z parametrů, které musí stezka splňovat, aby mohla být do určité kategorie zařazena, například maximální podélný sklon. Nejjednodušší trasa je zelená, následují modrá, červená a nejobtížnější je černá.
Síť stezek Singltreku pod Smrkem je navržena na principu na sebe navazujících okruhů, kdy z hlavního nástupního místa vedou jednoduché okruhy, z nichž následně odbočují náročnější a vzdálenější části sítě. Jména okruhů a sekcí stezek vycházejí z historických místních názvů.

### Zelená trasa
Zelená trasa Singltreku pod Smrkem je vhodná pro všechny úrovně fyzické i technické zdatnosti cyklistů včetně malých dětí na odrážedlech a dětských kolech i handicapovaných s handbiky nebo vozíky. Zeleně značená stezka vede ve velmi mírných sklonech po rovinném povrchu. Na Singltreku pod Smrkem funguje též jako spojovací trasa od nástupního místa do dalších částí sítě. Jako jediná ze stezek Singltreku pod Smrkem je obousměrná a široká tak, aby se cyklisté mohli bez problémů míjet nebo jet vedle sebe.

### Modrá trasa
Modrá trasa Singltreku pod Smrkem je úvodem k technickému ježdění pro začínající a méně pokročilé terénní cyklisty. Přesto, že vede ve velmi pozvolných sklonech, nabízí již zábavu v podobě zatáček a mírných terénních vln. Na modré trase Singltreku pod Smrkem nejsou žádná náročná stoupání ani klesání. Modrá trasa je vhodná také pro děti, které již jsou schopny jet samostatně na kole.

### Červená trasa
Červená trasa Singltreku pod Smrkem je určena cyklistům, kteří již mají zkušenost s jízdou v terénu a běžnou fyzickou zdatnost. Nabízí dlouhé zábavné sjezdy, houpání na terénních vlnách a flow. Na červené trase nejsou žádné technické překážky ani skoky. Při vyšších rychlostech je však velmi snadné se odrážet a skákat na terénních vlnách.

### Černá trasa
Černá trasa Singltreku pod Smrkem se na první pohled příliš neliší od červené trasy, je však vedena v prudších podélných sklonech jak ve stoupáních, tak v klesáních, a také v prudších sklonech svahů. Je proto fyzicky náročnější a také vyžaduje větší jistotu jezdce v ovládání kola na úzké stezce. Stejně jako na všech ostatních úrovních obtížnosti Singltreku platí, že čím jede cyklista rychleji, tím je stezka technicky obtížnější.

## Pravidla, doporučení a informace
Singltrek pod Smrkem je přístupný široké škále uživatelů od malých dětí až po expertní terénní cyklisty.[zdroj?]

### Děti na Singltreku
S vozíky za kolo, dětmi v sedačce a na tažné tyči je doporučeno jezdit pouze po široké, zeleně značené stezce u Singltrek Centra. Úzké stezky jsou pro děti vhodné teprve od chvíle, kdy jsou schopny jet na kole samostatně. Je to proto, že s vozíkem nebo s tažnou tyčí nelze projet všechna úzká místa a zatáčky na stezkách (vyjma zeleně značené). Úzké stezky zároveň vyžadují poměrně obratné manévrování, což může být nebezpečné pro děti v sedačce. S malými dětmi je nutné být na stezkách vždy opatrní a předvídaví. Doprovod musí jet vždy za dítětem a dávat pozor, aby se dítě nepřipletlo do cesty jinému jezdci.

### Doporučené vybavení na Singltrek pod Smrkem
Singltrek pod Smrkem je vhodný pro horská kola. Ideálním typem kola je tzv. trailbike (tedy kolo s geometrií uzpůsobenou pro jízdu na úzkých stezkách), avšak je možné jet na jakémkoli horském kole. Při jízdě na Singltreku se doporučuje používat cyklistickou helmu a rukavice (nejlépe s celými prsty). S sebou na stezky je potřeba si vzít osobní doklady (stezky částečně vedou územím Polska), pití a malou svačinu na doplnění energie. Dobré je také vzít si s sebou do batohu lehkou větrovku, náhradní ponožky, náhradní duši nebo lepení, základní sadu nářadí pro případné opravy defektů v terénu a lékárničku.

### Bezpečnostní systém na Singltreku pod Smrkem
Stezky Singltreku pod Smrkem jsou vybaveny charakteristickým orientačním systémem na dřevěných sloupcích podél stezek. Na zadní straně každého sloupku je umístěn unikátní kód (spolu s telefonními čísly). Při potřebě zavolat záchranu nebo pomoc se od místa nehody vraťte po stezce k nejbližšímu sloupku (proti směru jízdy, cestou zastavujte jedoucí cyklisty) a do telefonu operátorovi záchranné služby sdělte kód, který na sloupku najdete. Záchranná služba Vás díky kódu bude schopna snadno lokalizovat.

## Nástupní místo Singltreku pod Smrkem
Oficiálním nástupním místem Singltreku pod Smrkem je Singltrek Centrum, které se nachází v Novém Městě pod Smrkem na pláži přírodního koupaliště. Singltrek Centrum bylo otevřeno na podzim roku 2011. Provozují jej autoři Singltreku, kteří se při návrhu Singltrek Centra inspirovali v destinacích pro terénní cyklistiku ve Velké Británii. Singltrek Centrum je v provozu od jara do podzimu. Součástí jeho služeb je občerstvení, ubytování kempingového typu, testcentrum a půjčovna kol Author/AGang, servis kol, prodejna cyklistického vybavení a oblečení, sprchy, WC, převlékárna, parkoviště, dětské hřiště a posezení. Kromě toho Singltrek Centrum pořádá akce pro cyklisty jako výukové programy (víkendové Singltrek Campy a jednodenní Dny s lektorem), Singltrek Festy, dobrovolnické brigády na stezkách a komentované vyjížďky. Singltrek Centrum ze svých tržeb významně přispívá na údržbu stezek Singltreku pod Smrkem.

## Ocenění
Singltrek pod Smrkem získal několik ocenění.

### Cena Euroregionu Neisse-Nisa-Nysa 2009
V kategorii „Cestovní ruch a sport“ zvítězil Singltrek pod Smrkem v soutěži o Cenu Euroregionu Neisse-Nisa-Nysa za rok 2009.

### Nejlepší turistická nabídka roku 2010
V soutěži o nejlepší turistickou nabídku za rok 2010, kterou pořádal server Kudy z nudy.cz zvítězil projekt v kategorii regionu Českolipsko a Jizerské hory. V celkovém pořadí a celou Českou republiku se umístil na 9. místě.

### IMBA Ride Center 2011
Singltrek pod Smrkem byl v roce 2011 organizací IMBA (International Mountain Biking Association) zařazen mezi nejlepší destinace pro terénní cyklistiku v celosvětovém měřítku.

### Cena ředitele Státního fondu dopravní infrastruktury 2011
Projekt 2. etapy Singltreku pod Smrkem získal Cenu ředitele Státního fondu dopravní infrastruktury za použití jedinečné technologie na realizaci jednostopé terénní cyklostezky, která je svým celkovým řešením blízká přírodě.